# Sturisomatichthys panamensis
Sturisomatichthys panamensis (стурізома панамська) — вид прісноводних риб з роду Sturisomatichthys родини Лорікарієві ряду сомоподібні. Поширена в річках Південної Америки, утримують також в акваріумах.

## Опис
Досягає 26 см (в акваріумі — до 18 см) завдовжки. Спостерігається статевий диморфізм: самиці більші за самців. Голова довга. З боків голови у самця присутні щетинки розміром 4—5 мм. Очі середнього розміру. Рот невеличкий. Тулуб сильно подовжений. Хвостове стебло видовжене, надзвичайно тонке. Спинний плавець доволі високий, нагадує вітрило, кінець серпоподібний. Грудні плавці подовжені, з витягнутими променями. Черевні плавці невеличкі, широкі, кінчики зрізані. Анальний плавець витягнутий донизу, з короткою основою. Хвостовий плавець сильно розділений, з витягнутими променями на верхньому та нижньому променях.
Забарвлення червонувато-жовте. Від морди через очі до кінця хвостового плавця йде темно-коричнева смуга, до середини тулуба розширюється й роздвоюється: одна частина тягнеться на спинний плавець, інша — до хвостового плавця. Нижня частина є сріблясто-білою, вкрите золотаво-коричневими плямами. У самиць боки і плавці сіруваті.

## Спосіб життя
Воліє до чистої води, насиченої киснем. Вдень лежить на ґрунті, корчах, інших твердих поверхнях. Активний вночі, пересуваючись між заростями рослин, час від часу «висить» на листі. Живиться переважно водоростями (до 70 %), дрібними безхребетними.
Статева зрілість настає у 1,5 року. Самиця відкладає до 100 ікринок на пласких поверхнях. Самець піклується про кладку. Мальки зростають швидко, до 1,5—2 місяців сягають 5—7 см завдовжки.
Тривалість життя становить 8 років.

## Розповсюдження
Мешкає у річках, що впадають до Тихого океану в Панамі, Колумбії та Еквадорі.

## Утримання в акваріумі
Акваріум об'ємом від 160 літрів із заростями рослин, корчами, камінням та іншими укриттями. Утримувати бажано 1 самця з декількома самками. Уживається з іншими невеликими рибами, які мешкають у середньому і верхньому шарах води. Параметри води: температура 24-28°С, твердість 4-10°, pH 6,5-7,2. Риба вибаглива до чистоти води. Корм на 70 % складається з рослинних компонентів (салат, шпинат, горох), вживають також живий корм та замінники у вигляді таблеток і пластівців.